# Hole in My Shoe
Hole in My Shoe è una canzone della band inglese Traffic che, composta dal chitarrista Dave Mason e pubblicata come singolo nel 1967, raggiunse il secondo posto nelle classifiche inglesi dell'epoca. È uno dei brani più famosi nel filone del rock psichedelico, sebbene negli anni a venire il leader della band Steve Winwood abbia reso noto di non considerarlo tra i più rappresentativi del loro repertorio, ribadendo come non rispecchiasse le reali intenzioni musicali e stilistiche intraprese in seguito dal gruppo.
La composizione divenne nota in Italia grazie alla versione in lingua italiana de I Quelli, gruppo milanese di beat (dal quale poi nacque la Premiata Forneria Marconi), intitolata Tornare bambino.